# Rhythmic
rhythmic（リズミック）は、日本の女性ボーカルダンスユニット。
よしもとアール・アンド・シー所属。

## 概要
テレビ東京のオーディションバラエティ番組『みんなでスターを作っちゃおう!ウェルカムTV』のオーディションでボーカル1000組、ダンサー1000組から選ばれた女性ボーカルダンスユニットである。
ファッションプロデュースは、益若つばさ。サウンドプロデュースは、LISA、m-floなどのアーティストを手掛けるアーティマージュ。

## メンバー
高田由香（たかだ ゆか、1985年3月29日 - ）
秋田県出身、身長158cm、血液型A型、ボーカル。『ダンス&ボーカルオーディション』ボーカルオーディショングランプリ
山下詩織（やました しおり、1993年12月15日 - ）
大阪府出身、身長162cm、血液型A型、ダンサー
大門弥生（だいもん やよい、1991年4月11日 - ）
大阪府出身、身長162cm、血液型O型、ダンサー
小谷麻梨香（こたに まりか、1990年4月24日 - ）
東京都出身、身長162cm、血液型A型、ダンサー

### 元メンバー
小林愛美（こばやし あみ、ダンサー）

## 来歴
- 2009年

11月 NON STYLEの石田明の発案した企画にて踊れるアイドル「オドル」プレゼン。それにより、ダンス&ボーカルオーディションが開催された。
- 2010年

3月28日 ダンサー「オドル」4名が、審査員の中野智行（PaniCrew）と石田らによって決定。
5月1日 ボーカルが決定。
6月16日 『キミに伝えたくて』でデビュー。
- 2011年

10月25日 小林愛美が定期イベントへの出演を最後に卒業。
- 2012年

5月31日 解散

## オーディション経緯
- ダンサーオーディション
  - 第1時審査：1,000組応募 100組通過
  - 第2時審査：100組中 20組通過
  - 第3時審査：課題 30秒ダンス

通過1位 山下詩織、2位 大門弥生、3位 小谷麻梨香、4位 小林愛美、5位 xxxx、6位 xxxx、7位 xxxx、8位 xxxx
  - 第4時審査：課題 下克上ダンスバトル

通過1位 山下詩織、2位 大門弥生、3位 xxxx、4位 xxxx、5位 小林愛美、6位 小谷麻梨香、7位 xxxx、8位 xxxx
  - 第5時審査：課題 キャラクター審査

通過1位 大門弥生、2位 山下詩織、3位 小林愛美、4位 xxxx、5位 小谷麻梨香、6位 xxxx、7位 xxxx、8位 xxxx
  - 第6時審査：課題 携帯ダンス動画審査

通過1位 山下詩織、2位 大門弥生、3位 小林愛美、4位 小谷麻梨香、5位 xxxx、6位 xxxx
  - 最終審査 ：課題 本番ダンスオーディション（振り渡し1時間後、即本番）

選出順 山下詩織、大門弥生、小林愛美
  - 4人目選出できず残り3人で再審査
  - 再審査：課題 得意なジャンルの曲を1分踊る

合格 小谷麻梨香

- ボーカルオーディション
  - 第1時審査：1,000人応募 50組通過
  - 第2時審査：50組中 10名通過
  - 第3時審査：課題 得意な曲を歌う

通過1位 xxxx、2位 高田由香、3位 xxxx、4位 xxxx   特別通過 xxxx
  - 第4時審査：課題 ボーカル携帯動画審査

通過1位 高田由香、2位 xxxx、3位 xxxx、4位 xxxx、5位 xxxx
  - 第5時審査：課題 ボーカルキャラ審査

通過1位 xxxx、2位 高田由香、3位 xxxx、4位 xxxx、5位 xxxx
  - 第6時審査：課題 ダンス付歌審査

選出順：xxxx、高田由香、xxxx、xxxx：xxxx
  - 最終審査：課題 作詞能力

グランプリ 高田由香

## 作品

### シングル
- キミに伝えたくて（2010年6月16日）

1. キミに伝えたくて
（作詞:Aya Harukazu、作曲・編曲:EIGO）
『ウェルカムTV』（テレビ東京）2010年夏エンディングテーマ
『HEY!HEY!HEY!』（フジテレビ） 2010年6・7月度エンディングテーマ
『どぉーだ!Presents タカトシ牧場』（北海道文化放送）2010年7・8月エンディングテーマ
『スター姫さがし太郎』（テレビ東京）エンディングテーマ（2010年9月11日 - 10月9日）
2. ONE WAY
（作詞:高田由香、作曲:Mitz・BAYA、編曲:BAYA）
『空から日本を見てみよう』（テレビ東京）エンディングテーマ（2010年7月1日 - 9月16日）

- Just a friend（2010年11月17日）

1. Just a friend
（作詞:Aya Harukazu、作曲:EIGO・JUN、編曲:EIGO）
『スター姫さがし太郎』（テレビ東京）エンディングテーマ（2010年10月16日 - 2011年1月22日）
『ピラメキーノ』（テレビ東京）2010年11月エンディングテーマ
『不二家　LOOK』WebCMテーマソング
2. キミとふたりで
（作詞:山下詩織、作曲・編曲:DJ　ARTS　a.k.aALL BACK）
『飛び出せ!科学くん』（TBS）エンディングテーマ（2010年10月1日 - ）

- 光のレール（2011年2月23日）

1. 光のレール
（作詞:稲毛謙介・仮谷佳未、作曲・編曲:稲毛謙介）
『示談交渉人 ゴタ消し』（読売テレビ、日本テレビ系）主題歌（2011年1月6日 - 3月31日）
2. My love
（作詞:Rina Moon、作曲:BAYA・Mitz、編曲:BAYA）
『妻と罰』（TBS系）2011年1月10日～エンディングテーマ
『スター姫さがし太郎』（テレビ東京）エンディングテーマ（2011年1月29日 - ）

## 出演

### TV
- ウェルカムTV（テレビ東京、2010年5月1日 - 2010年9月4日 ）レギュラーMC
- 月刊MelodiX!（テレビ東京、2010年6月26日）
- スター姫さがし太郎（テレビ東京、2010年9月11日 - 2011年9月24日 ）

### ラジオ
- 4ROOMS（TOKYO FM、2010年6月2日）

## 関連人物
- 石田明（NON STYLE） - ダンス&ボーカルオーディション（『オドルオーディション』）発起人で、rhythmic総合プロデューサー
- 益若つばさ - ファッションプロデューサー（ファッションデザイン兼ファッションコーディネート担当）で、石田の決定権とサポートに影響力を持つ。
- 蛭子能収 - ダンス&ボーカルオーディション合宿時のメンタルプロデューサー
- ARTIMAGE - 音楽プロデュースを行う作曲家の所属事務所